# Фудбалски савез Данске
Фудбалски савез Данске или Данска фудбалска асоцијација (дан. Dansk Boldspil-Union) је главна фудбалска организација Данске. То је организација данских фудбалских клубова која води професионалну Данску фудбалску лигу као и мушку и женску репрезентацију. Седиште организације се налази у Брондбију. Данска фудбалска асоцијација је један од оснивача ФИФА и УЕФА. Асоцијација је основана 1889. али није званично бележила такмичења до 1908. године што значи да победа на Летњим олимпијским играма 1906. године није званично забележена. Почев од 2008. Данска фудбалска асоцијација је надлежна и за вођење малог фудбала у Данској. 